# Colombier du Grilhon
Le colombier du Grilhon est un colombier située à Carbonne, dans le département de la Haute-Garonne en France.

## Localisation
Le pigeonnier se situe au centre de la cour de la maison de retraite de Carbonne 31 rue Étienne- Prosjean.

## Description

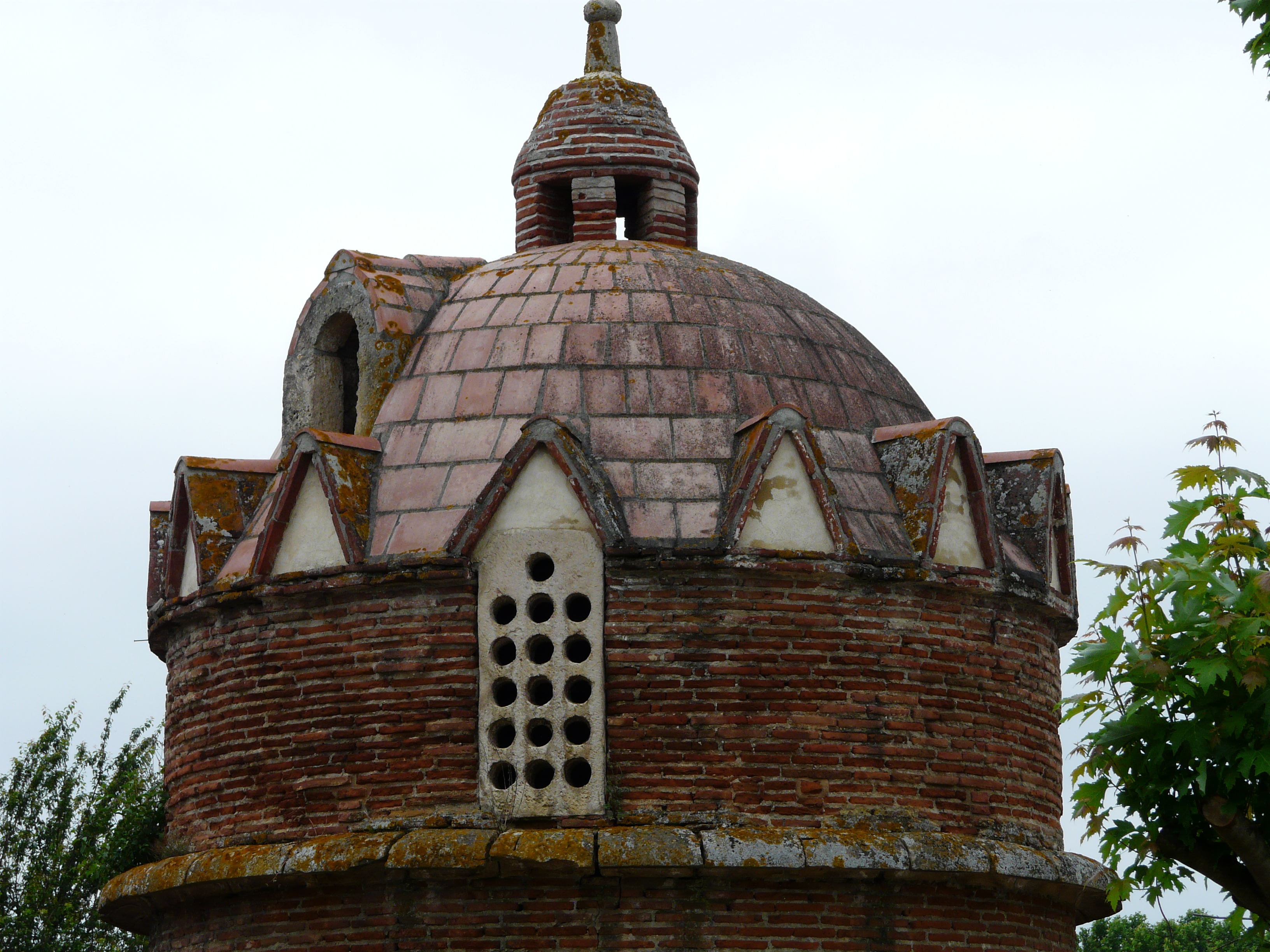
Dôme du pigeonnier

Le colombier est un pigeonnier-tour de type circulaire, constitué de briques roses typiques du pays toulousain de style Renaissance, surmonté d'une coupole de style mauresque.

## Histoire
Pigeonnier contrit entre fin du XVIe siècle début du XVIIe siècle.
Le colombier du Grilhon est inscrit au titre des monuments historiques par arrêté du 21 novembre 2009.